# Literaturpreis der Schwulen Buchläden
Der Literaturpreis der Schwulen Buchläden (auch Schwuler Literaturpreis) war eine Initiative zur Förderung deutschsprachiger schwuler Literatur. Er wurde von 1993 bis 2004 zumeist im Zwei-Jahres-Rhythmus vergeben.

## Konzeption
Der Literaturpreis der Schwulen Buchläden wurde ausgelobt von der Arbeitsgemeinschaft der schwulen Buchläden Deutschlands, die von den Buchhandlungen Eisenherz (Berlin), Männerschwarm (Hamburg), Erlkönig (Stuttgart) und Max & Milian (München), zeitweise auch Männertreu (Nürnberg), Oscar Wilde (Frankfurt/Main) und Ganymed (Köln) gebildet wurde. Als der Preis Anfang der neunziger Jahre initiiert wurde, gab es wenig originale deutschsprachige schwule Literatur; das Angebot der schwulen Buchläden bestand fast ausschließlich aus Übersetzungen fremdsprachiger, vor allem US-amerikanischer Literatur. Noch 1997 schrieb Thomas Ott, Inhaber der Buchhandlung Erlkönig:

„Die schwulen Buchläden stellen fest, daß schwule Literatur in deutscher Sprache immer noch ein Nischen-Dasein fristet: Es gibt einige wenige ‚etablierte Autoren‘, deren Homosexualität als nebensächlich angesehen wird, und einige wenige ‚schwule Schriftsteller‘, deren Werke außerhalb der schwulen Verlags- und Literaturszene praktisch nicht wahrgenommen werden. […]

Im besten Fall soll … [von dem Literaturpreis] eine dreifache Wirkung ausgehen: Die Autoren sollen erfahren, daß ein Interesse daran besteht, Texte nicht nur für die Schublade, sondern für ein Publikum zu schreiben. Das Publikum – in erster Linie der schwule Leser – soll erfahren, daß es mehr deutschsprachige schwule Texte – und Autoren – gibt, als dies der momentane Buchmarkt widerspiegelt. Und nicht zuletzt soll auch die nichtschwule Verlags-, Literatur- und LeserInnenszene erfahren, daß ‚schwule Literatur‘ weit mehr ist als die Selbstbespiegelung einer ‚Minderheit‘.“

Die Situation der deutschsprachigen schwulen Literatur hat sich seitdem allerdings grundlegend verändert. Einige der Autoren, die sich mit Einsendungen an den Wettbewerben beteiligten, sind etablierte schwule oder lesbische Schriftsteller geworden – Marcus Brühl, Markus Dullin, Karen-Susan Fessel, Peter Hofmann u. a. –; andererseits ist die 1997 noch sehr überschaubare schwule Literatur in den darauffolgenden Jahren genauso von einer Flut kommerziell ausgerichteter Bücher überschwemmt worden wie die nicht-schwule. Unter diesen Umständen verlor die Konzeption des Schwulen Literaturpreises ihren Sinn. Nach dem Wettbewerb 2004 kündigten die Veranstalter eine „Denkpause“ an, um den Preis an die veränderte gesellschaftliche und politische Situation von Schwulen und Lesben anzupassen. In der bisherigen Form sei keine Fortsetzung geplant. Die Hamburger Buchhandlung Männerschwarm hat in der Folge eine Informationsseite zum Schwulen Literaturpreis von ihrer Website gestrichen.

## Auslobung
Zugelassen waren unveröffentlichte Prosatexte in deutscher Sprache, die sich mit Aspekten des Lebens schwuler Männer beschäftigten. Nur zum letzten Wettbewerb 2004 gab es darüber hinaus ein Motto („Texte der Lust: Den Körper ins Spiel bringen“ – anlässlich der Preisverleihung zu den EuroGames). Ein Lektorat aus drei Personen oder Paaren nominierte aus den Einsendungen drei Beiträge, die dann in einer Endrunde von ihren Autoren öffentlich gelesen wurden. Der mit 1000 € (früher 2000 DM) und der Zusicherung einer Veröffentlichung des Textes dotierte Preis wurde von einer Jury vergeben, die aus Buchhändlern der beteiligten Schwulen Buchläden bestand. Nach jedem Wettbewerb erschien bei MännerschwarmSkript (heute Männerschwarm Verlag) eine Anthologie, die die für die Endrunde nominierten Texte sowie eine weitere Auswahl aus den Einsendungen enthielt. Nicht veröffentlichte und vom Autor nicht zurückgeforderte Manuskripte wurden dem Archiv des Schwulen Museums in Berlin übergeben.

## Die einzelnen Wettbewerbe
| Jahr | Teilnehmer                     | Lektoren                                                                                                | Ort der Endrunde                     | Preisträger                                |
| ---- | ------------------------------ | --- | ------------------------------------ | ------------------------------------------ |
| 1993 |                                | Axel Schock                                                                                             |                                      | Günter M. Ziegler: Fragmente einer Legende |
| 1996 | 81                             | Michael Hofmann, Elmar Kraushaar, Dietmar Thom (Thom Verlag)                                            | Hinterhoftheater Boccaccio (Leipzig) | Arn Aske: Stanislaw                        |
| 1998 |                                | |                                      | Everhard Hofsümmer: Hildegard! Storno!     |
| 2000 |                                | Rainer Falk (Querverlag) Matthias Frings Hans Stempel und Martin Ripkens                                |                                      | Felix Dörstelmann: American Love Story     |
| 2002 | 156                            | Michael Merschmeier Tetta Müller und Lo Malinke (von der Musikkabarettgruppe Malediva) Rüdiger Lautmann | Kulturbrauerei (Berlin)              | Holger Siemann: Fräulein Michael geht aus  |
| 2004 | 114 (ein Viertel davon Frauen) | Tim Sonderhüsken (Lektor beim Knaur-Verlag) Philipp Tingler Matthias Kuhn (Münchner Journalist)         |                                      | Gunther Geltinger: Leben, 200 Meter        |

## Die Anthologien
Alle Bücher sind im Verlag MännerschwarmSkript erschienen. Das Jahr ist das Erscheinungsjahr.
| Jahr | Herausgeber         | Titel / ISBN                               | Beiträge von |
| ---- | ------------------- | ------------------------------------------ | --- |
| 1994 | Joachim Bartholomae | Die Engel sind echt ISBN 3-928983-25-3.    | 13 Texte, u. a. von Peter Hofmann (nominiert), Peter Tschiche (nominiert), Walter Ott |
| 1997 | Thomas Ott          | einmal wars schön ISBN 3-928983-48-2       | 14 Erzählungen von Arn Aske (Gewinner), Klaus Berndl (nominiert: Der Panther in der Uhr), Hubert Fink (nominiert: Nachtwache), Carl von Belmod, Pil Crauer, Karen-Susan Fessel u. a. |
| 1999 | Joachim Bartholomae | Hildegard! Storno! ISBN 3-928983-66-0.     | 14 Texte, u. a. von Markus Dullin (nominiert) |
| 2001 | Joachim Bartholomae | American Love Story ISBN 3-928983-93-8     | 14 Texte von Felix Dörstelmann (Gewinner), Jörg Feiertag (nominiert: Kreuz des Südens bzw. Cruzeiro do Sul), Johannes Lindhorst (nominiert: Die Baumeister der morgigen Stadt), Markus Dullin, Arthur Knebel, Pyter Carlem, Peter Rehberg, Matthias Ordolff, Jan Battista, Stephan Franck, Klaus-Dieter Diedrich, Albert Ztrebla, Klaus Mattes und Klaus Berndl |
| 2003 | Axel Schock         | Der schöne Mann ist tot ISBN 3-935596-19-7 | 15 Texte von Holger Siemann (Gewinner), Stefan Pokroppa (nominiert: Silberblick), Peter Nathschläger, Marco Martin, Daniel Klaus, Karl Kilian, Marcus Brühl, Stefan Blome, Thorsten Wiesner, Corinna Waffender, Jörg Krohmer, David Mitzenheim, Albrecht Piper, Johan Peter und Taddeus Schmidt; (nominiert war noch Stefan Freund mit Nachtzug)                |
| 2005 | Thomas Ott          | Im Paradies ISBN 3-935596-73-1             | 13 Texte von Gunther Geltinger (Gewinner), Cordula Scheifele (nominiert: Ein Hauch von Kaschmir), Eric Hegmann (nominiert: Heldenfrühstück), Gert Weihsmann, Thomas Kindermann, Jörg Feiertag, Maria Fangerau, Lukas Sommer, Corinna Waffender, Christian Lütjens, Gregorio Ortega Coto, Gunter Gerlach und Paul Kremp                                          |